# 丹生川村立丹生川小学校法力分校
丹生川村立丹生川小学校法力分校 （にゅうかわそんりつ にゅうかわしょうがっこう　ほうりきぶんこう）は、かつて岐阜県大野郡丹生川村（現・高山市）に存在した公立小学校の分校。

## 概要
- 丹生川小学校の分校であり、丹生川村大字法力（現・高山市丹生川町法力）が校区であった。1979年廃校。
- 跡地は法力地区活性化施設などになっている。

## 沿革
- 1874年（明治7年）3月23日 - 小木曽村に下田学校が開校する。正宗寺を仮校舎とする。
- 1875年（明治8年） - 大野郡小野村、根方村、白井村、芦谷村、板殿村、日面村、日影村、駄吉村、旗鉾村、久手村、岩井谷村、池之俣村、瓜田村、法力村、大萱村、坊方村、山口村、大谷村、塩屋村、町方村、桐山村、新張村、細越村、下保村、殿垣内村、小木曾村、下坪村、及び吉城郡折敷地村、大沼村、森部村、三之瀬村、柏原村が合併し、大野郡丹生川村が発足。
- 1880年（明治13年） - 丹生川村大字法力に新築移転。同時に提耳学校に改称する。
- 1888年（明治21年） - 法力尋常小学校に改称する。
- 1901年（明治34年）4月1日 - 丹生川尋常小学校法力分校となる。
- 1908年（明治41年）3月31日 - 丹生川尋常高等小学校第二分教場となる。尋常科1～6年の児童が通学する。
- 1941年（昭和16年）4月1日 - 丹生川国民学校第二分教場となる。
- 1947年（昭和22年）4月1日 - 丹生川村立丹生川小学校法力分校に改称する。1～4年の児童が通学する。
- 1949年（昭和24年） - 校舎を増築する。
- 1950年（昭和25年）4月 - 通学する児童が1～6年となる。
- 1969年（昭和44年）4月 - 通学する児童が1～4年となる。
- 1979年（昭和54年）3月 - 廃止。